# Mustvee
Mustvee (njem. Tschorna, rus. Чёрный) je grad i općina u okrugu Jõgevamaa, istočna Estonija. Nalazi se na obalama Čudskog jezera.
Mustvee ima 1.610 stanovnika od kojih su pola Estonci, a pola Rusi. Površina mu je 5,45 km2.
Ime Mustvee (hrv. crna voda) prvi put je zabilježeno 1343. godine. Godine 1938. dobiva gradska prava. Tijekom Drugog svjetskog rata više od 70 posto grada je bilo uništeno. Trenutačno se u gradu nalaze 4 crkve.
Zbog svog položaja na najširem dijelu jezera, ovaj tradicionalni ribarski gradić je sve više popularan kao turističko odredište.

## Vanjske poveznice
- Službene stranice  Arhivirana inačica izvorne stranice od 30. studenoga 2010. (Wayback Machine) (na estonskom)

|  | Zajednički poslužitelj ima još gradiva o temi Mustvee |